# Ruidosa
Ruidosa ist ein Ort im Presidio County im US-Bundesstaat Texas.

## Geographie
Ruidosa liegt im Westen von Texas am Rio Grande und der Farm Road 170 etwa achtzig Kilometer südwestlich von Marfa im westlichen Teil des Presidio Countys. Der Ort liegt am Rio Grande 852 Meter über dem Meeresspiegel.

## Geschichte

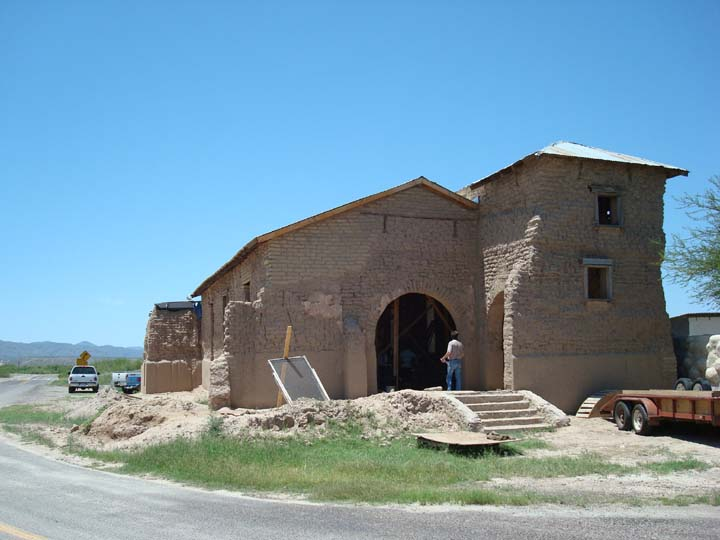
Ruinen der „Sacred Heart Mission“ in Ruidosa

Eine erste Besiedlung des Ortes fand 1824 statt, als die mexikanische Regierung den Militärposten Vado Piedra errichtete. In diesem Fort war ein Regiment stationiert, das aus verurteilten Verbrechern bestand. Das Regiment hatte die Aufgabe, die Viehbestände im nördlichen Teil der Provinz Chihuahua gegen Raubzüge der Comanchen zu schützen. Nachdem das „Regiment der Verdammten“, wie es genannt wurde, in den Kämpfen gegen die Comanchen aufgerieben worden war, wurde der Militärposten aufgegeben.
Erste Siedlungsanfänge gab es an diesem Ort erst 1872 wieder, als William Russell eine Farm gründete, sein Farmland entlang des Rio Grande mit Bewässerungsgräben versah und eine Getreidemühle errichtete. Im Mai 1876 wurde Ruidosa als sechster Ort in das Ortsverzeichnis des Presidio Countys aufgenommen. Bei einem Überfall der Mescalero-Apachen auf die Farm 1879 wurden vier Arbeiter getötet, weitere wurden verwundet. Trotz dieser Bedrohung durch Indianerüberfälle ließen sich weitere Farmer in der Gegend um Ruidosa nieder.
1902 wurde eine Schule gegründet, die 1911 287 Schüler hatte, im Bezirk Ruidosa lebten zu diesem Zeitpunkt 1.722 Menschen. Der Ort Ruidosa selbst hatte 1914 etwa 100 Einwohner, mehrere Geschäfte und eine Poststation, er war das Nahversorgungszentrum der Farmen entlang des Rio Grande. Um 1914 begannen die Farmer am Rio Grande ihre Produktion auf Baumwolle umzustellen, was zu erhöhten Einkünften und einem bescheidenen Wachstum des Ortes führte, der 1929 etwa 300 Einwohner hatte. Die 1923 von der Gemeinde errichtete Baumwollverarbeitungsanlage wurde 1936 wieder aufgegeben. Mit der in den 1940er Jahren beginnenden Abwanderung der Bevölkerung aus Ruidosa sank die Bedeutung des Ortes als Nahversorgungszentrum, 1954 wurde die Poststation geschlossen und Anfang der 1960er Jahre das letzte Geschäft des Ortes. Die Einwohnerzahl von Ruidosa war 1968 auf 43 gesunken, seitdem stagniert die Bevölkerungszahl um 40.
Die meisten Häuser des Ortes, die aus Adobe gebaut worden waren, sind heute nur noch Ruinen. Das großräumige Kirchengebäude ist ziemlich verfallen, hat keine Fenster und Türen mehr, jedoch sind Außenmauern und Dach noch intakt.